# Hans Haas (theoloog)
Hans Haas (Donndorf, 2 december 1868 - Leipzig, 10 september 1934) is een Duitse theoloog en godsdienstwetenschapper.
In 1889 volgde hij de vierjarige studie theologie. Tijdens die periode werd hij ook vicaris in Aschaffenburg. Voor zijn taalstudies leerde hij in Berlijn en Londen. Als hij in 1898 voor zijn studies naar Japan gaat werd hij ook daar missionaris. Hij was ook erg betrokken bij de eerste Duitstalige magazine in Japan.
In 1909 keerde hij terug in Duitsland en werd daar uiteindelijk onder meer professor en was hij een gerenommeerd godsdienstwetenschapper en publicist geworden. Een van zijn bekendste werken is Bilderatlas zur Religionsgeschichte uit 1924.
- Bibliothèque nationale de France: cb15565282w (data)
- CiNii: DA02724464
- Gemeinsame Normdatei: 116347163
- International Standard Name Identifier: 0000 0001 0799 9361
- Library of Congress Control Number: no00026950
- Bibliotheek van het Japanse parlement: 00550348
- Nationale Bibliotheek van Tsjechië: skuk0002824
- Nationale bibliotheek van Australië: 35789096
- Nationale Bibliotheek van Israël: 987007301397805171
- Nederlandse Thesaurus van Auteursnamen: 073527890
- Réseau des bibliothèques de Suisse occidentale: 02-A012374631
- Istituto Centrale per il Catalogo Unico: SBTV008233
- Système universitaire de documentation: 074453300
- Trove: 1088531
- Virtual International Authority File: 47079691
- WorldCat: E39PBJm99HMMXYvq4qG8bqgYfq